# Ањуак
Ањуак (Ањва) је народ који живи у источном делу Јужног Судана и на западу Етиопије. Има их укупно око 350.000, од чега 100 хиљада живи у вилајету Џонглеј, а 250 хиљада у регији Гамбела. Баве се претежно пољопривредом и сточарством. Говоре језиком ањва, који је сродан чоло језику. Народ Ањуак практикује традиционална афричка веровања.